# أيوب ماسيكا
أيوب ماسيكا (بالإنجليزية: Ayub Masika)‏ (10 سبتمبر 1992 في كينيا - ) هو لاعب كرة قدم كيني في مركز الهجوم. شارك مع منتخب كينيا لكرة القدم. أما مع النوادي، فقد لعب مع ليرس ونادي جينك.

## وصلات خارجية
- أيوب ماسيكا على موقع رابطة كرة القدم اليابانية للمحترفين (اليابانية)
- أيوب ماسيكا على موقع قاعدة بيانات كرة القدم.إي يو (الإنجليزية)
- أيوب ماسيكا على موقع ناشيونال فوتبول تيمز (الإنجليزية)
- أيوب ماسيكا على موقع Soccerway.com (الإنجليزية)
- أيوب ماسيكا على موقع عالم كرة القدم.نت (الإنجليزية)
- أيوب ماسيكا على موقع AS.com (الإسبانية)